# Білеча
Білеча (босн. і хорв. Bileća, серб. Билећа) — місто на південному сході Боснії і Герцеговини, у Східній Герцеговині, у регіоні Требинє, центр однойменної громади Республіки Сербської.

## Географія
Лежить біля кордону з Чорногорією, на північ від Требинє і на південь від Гацька, на висоті понад 460 метрів над рівнем моря поблизу витоку річки Требишниці.

### Клімат
Місто знаходиться у зоні, котра характеризується морським кліматом. Найтепліший місяць — серпень із середньою температурою 26 °C. Найхолодніший місяць — січень, із середньою температурою 8 °С.
| Клімат Білечі                 | Клімат Білечі | Клімат Білечі | Клімат Білечі | Клімат Білечі | Клімат Білечі | Клімат Білечі | Клімат Білечі | Клімат Білечі | Клімат Білечі | Клімат Білечі | Клімат Білечі | Клімат Білечі | Клімат Білечі |
| Показник                      | Січ.          | Лют.          | Бер.          | Квіт.         | Трав.         | Черв.         | Лип.          | Серп.         | Вер.          | Жовт.         | Лист.         | Груд.         | Рік           |
| Середній максимум, °C         | 10            | 11            | 13            | 17            | 21            | 25            | 28            | 29            | 25            | 20            | 17            | 12            | 19            |
| Середня температура, °C       | 8             | 9             | 11            | 14            | 18            | 22            | 25            | 26            | 22            | 18            | 15            | 10            | 16,5          |
| Середній мінімум, °C          | 6             | 7             | 9             | 12            | 15            | 19            | 22            | 23            | 19            | 16            | 13            | 8             | 14,1          |
| Норма опадів, мм              | 216.2         | 179.9         | 164.4         | 124.1         | 108.4         | 85.4          | 43.7          | 38.7          | 137.4         | 206.6         | 288.4         | 217           | 1810.2        |
| Днів з дощем                  | 7             | 7             | 8             | 6             | 5             | 4             | 3             | 2             | 5             | 6             | 8             | 8             | 69            |
| Вологість повітря, %          | 70            | 72            | 70            | 71            | 70            | 68            | 62            | 61            | 64            | 68            | 71            | 70            | 68            |
| ----------------------------- | ------------- | ------------- | ------------- | ------------- | ------------- | ------------- | ------------- | ------------- | ------------- | ------------- | ------------- | ------------- | ------------- |
| Джерело: World Weather Online |               |               |               |               |               |               |               |               |               |               |               |               |               |

## Населення
Чисельність і національний склад на підставі останніх переписів:
| Білеча              |              |                |                |                |
| рік перепису        | 2013         | 1991           | 1981           | 1971           |
| серби               | невідомо     | 5 619 (74,24%) | 3 882 (67,36%) | 2 810 (69,67%) |
| босняки             | невідомо     | 1 290 (17,04%) | 841 (14,59%)   | 828 (20,53%)   |
| хорвати             | невідомо     | 39 (0,51%)     | 42 (0,72%)     | 82 (2,03%)     |
| югослави            | невідомо     | 209 (2,76%)    | 618 (11,29%)   | 64 (1,58%)     |
| інші та невизначені | невідомо     | 411 (5,43%)    | 380 (6,59%)    | 249 (6,17%)    |
| усього              | 822 (100,0%) | 7 568 (100,0%) | 5 763 (100,0%) | 4 033 (100,0%) |